# Brataj
Brataj è una frazione del comune di Selenizza in Albania (prefettura di Valona).
Fino alla riforma amministrativa del 2015 era comune autonomo, dopo la riforma è stato accorpato, insieme agli ex-comuni di Armen, Kotë, Sevaster e Vllahinë a costituire la municipalità di Selenizza.

## Località
Il comune era formato dall'insieme delle seguenti località:
- Brataj
- Lepenice
- Gjormi
- Velce
- Ramice
- Mesaplik
- Matogjin
- Bashaj
- Vermik
- Mala